# Bey de Constantine

Drapeau du Beylik de Constantine à l'époque de Hadj Ahmed Bey.

Le bey de Constantine est le dignitaire qui dirige le beylik de Constantine (ou la province de Constantine) depuis 1528, sous la régence d'Alger. Le bey est nommé par son suzerain le dey d'Alger, jusqu'à la prise de Constantine par l'armée royale française le 13 octobre 1837.
Le premier bey de la province de Constantine fut Ramdane-Tchulak bey qui régna de 1567 à 1574 sur la province de Constantine. Comme pour les autres beyliks de la Régence (le beylik de l'Ouest et le beylik du Titteri), le bey de Constantine est le représentant du dey d'Alger et administre la province en son nom.

## Liste des beys de Constantine
De 1528 à 1830, la province de Constantine est gouvernée par quarante-quatre beys, le premier fut Ramdane-Tchulak bey qui régna sur la province entre 1528 et 1567. Le dernier fut Hadj-Ahmed-Bey qui a commencé son règne à partir de 1826.
| Bey                                                                      | Début - fin du règne                                              | Note                                                                                        |
| ------------------------------------------------------------------------ | ----------------------------------------------------------------- | ------------------------------------------------------------------------------------------- |
| Ramdane-Tchulak Bey                                                      | 1567 (975 de l'Hégire)                                            |                                                                                             |
| Djaâfar Bey                                                              | 1574 (982 de l'Hégire)                                            |                                                                                             |
| Mourad Bey                                                               | 1637 (1047 de l'Hégire)                                           | Révolte de Ahmed Sakheri                                                                    |
| Dissidence de Ahmed Sakheri à la suite de la victoire de Guidjel en 1638 | 1638 (1048 de l'Hégire)                                           | Indépendance politique du beylik de l'Est                                                   |
| Ferhat Bey                                                               | 1648 (1057 de l'Hégire)                                           |                                                                                             |
| Mohammed ben Ferbat Bey                                                  | 1652 (1063 de l'Hégire)                                           |                                                                                             |
| Redjem Bey                                                               | 1667 (1077 de l'Hégire)                                           |                                                                                             |
| Kheïr ed-din Bey                                                         | 1673 (1083 de l'Hégire)                                           |                                                                                             |
| Abdul-Rahman Dali Bey                                                    | 1676 (1087 de l'Hégire)                                           |                                                                                             |
| Omar ben Abderrahmane (ou Benabderrahmane)                               | 1679 (1090 de l'Hégire)                                           | Dit bach                                                                                    |
| Châban bey                                                               | 1687 (1099 de l'Hégire)                                           |                                                                                             |
| Ali Khoudja bey                                                          | 1692 (1104 de l'Hégire)                                           |                                                                                             |
| Ahmed bey ben Ferhat                                                     | 1700 (1112 de l'Hégire)                                           |                                                                                             |
| Brahim bey                                                               | 1702 (1114 de l'Hégire)                                           |                                                                                             |
| Hamouda bey                                                              | 1709 (1119 de l'Hégire)                                           |                                                                                             |
| Ali bey ben Hamouda                                                      | 1708 (1120 de l'Hégire)                                           |                                                                                             |
| Hussein chaouch                                                          | 1709 (1121 de l'Hégire)                                           |                                                                                             |
| Abd-el Rahman bey                                                        | 1710 (1122 de l'Hégire)                                           |                                                                                             |
| Hosseïn Denguezli Bey                                                    | 1710 (1122 de l'Hégire)                                           |                                                                                             |
| Ali bey ben Salah                                                        | 1710 (1122 de l'Hégire)                                           |                                                                                             |
| Kelian Hussein Bey                                                       | 1713 (1125 de l'Hégire)                                           |                                                                                             |
| Hassan Bey Bou-Hanek                                                     | 1736 (1149 de l'Hégire)                                           |                                                                                             |
| Hussein Bey Zereg-Aïnou                                                  | 1753 (1167 de l'Hégire)                                           | Dit : L’œil bleu -                                                                          |
| Ahmed Bey el-Kolli                                                       | 1756 (1170 - 1185 de l'Hégire)                                    | Mort de maladie.                                                                            |
| Salah Bey                                                                | 1771 - 1792                                                       | Né en 1725 à Izmir en Turquie. Hassan Pacha, le dey d'Alger, le fait assassiner en 1792.    |
| Hussein Bey Ben Bou-Hanek                                                | 1er septembre 1791 (1207 de l'Hégire)                             | Fils de Hassan-Pacha-Bousnak. Deux ans de règne. Assassiné.                                 |
| Els-Asrak-Aïno                                                           | 1791 - 1794                                                       | Trois ans. Mort de maladie.                                                                 |
| Moustapha-ben-Sliman El-Ouznadji                                         | Février 1795 (1209 de l'Hégire) - Janvier 1798 (1212 de l'Hégire) | Trois ans deux mois - assassiné.                                                            |
| Hadj Mustapha Ingliz                                                     | Janvier 1798 (1212 de l'Hégire) - 1803                            | Surnommé l'Anglais? Cinq ans quatre mois. Exilé à Tunis.                                    |
| Osman Bey ben Mohammed                                                   | 1803 - 1804                                                       | Surnommé le « Borgne », tué au combat contre les Kabyles                                    |
| Abdallah Bey                                                             | 1804 - 1806                                                       | Deux ans six mois de règne. Assassiné.                                                      |
| Hussein Bey ben Salah                                                    | 1806 (1221 de l'Hégire)                                           | Fils de Salah Bey. Six mois de règne. Assassiné.                                            |
| Ali Bey ben Youssef                                                      | août 1807 (1222 de l'Hégire)                                      | Un an de règne. Assassiné.                                                                  |
| Ahmed Chaouch                                                            |                                                                   | Surnommé « Le Kabyle ». Quinze jours de règne. Assassiné.                                   |
| Ahmed Tobbal                                                             | 1808 - 1811                                                       | Trois ans de règne. Assassiné.                                                              |
| Mohammed-Nàman-Bey                                                       | 1811 - 1814                                                       | Trois ans quatre mois de règne. Assassiné.                                                  |
| Mohammed-Chakar-Bey                                                      | 1814 - 1818                                                       | Quatre ans de règne. Assassiné.                                                             |
| Kara-Mustapha                                                            | 1818 - 1818                                                       | Trente-trois jours de règne. Assassiné.                                                     |
| Ahmed Bey el-Mamelouk                                                    | 1818 - 1818                                                       | Un mois de règne. Nommé bey plus tard une seconde fois.                                     |
| Braham-Bey-Charbi                                                        |                                                                   | Un an de règne. Assassiné.                                                                  |
| Mohammed-Bey-el-Mili                                                     | 1818 - 1819                                                       | Surnommé Bon-Chetabia. Deux ans de règne. Exilé à Alger.                                    |
| Ahmed Bey el-Mamelouk                                                    | 1820 - 1822                                                       | Deux ans cinq mois de règne. Exilé à Miliana, où il est assassiné.                          |
| Ibrahim Bey                                                              | 1822 - 1824                                                       | Deux ans six mois de règne. Exilé à Médéa, il sera assassiné en 1832 sur ordre d'Ahmed-Bey. |
| Mohammed Bey Malamli                                                     | 1824 - 1826                                                       | Ou Manamani. Deux ans de règne. Exilé à Alger.                                              |
| Hadj Ahmed Bey                                                           | 1826 - 15 décembre 1837                                           | Déclaré déchu par l'empire français le 15 décembre 1830, pour non soumission.               |